# Javor (Csehország)
Javor település Csehországban, a Klatovyi járásban. Javor Týnec, Strážov, Vrhaveč és Klenová településekkel határos. Lakosainak száma 82 fő (2024. január 1.).

## Népesség
A település lakosságának változását az alábbi diagram mutatja:
| Lakosok száma | 340  | 245  | 279  | 141  | 99   | 88   | 71   | 69   | 71   | 82   |
|               | 1869 | 1890 | 1921 | 1950 | 1980 | 2001 | 2017 | 2019 | 2022 | 2024 |